# Na Wysokim
Na Wysokim – zalesiony szczyt o wysokości 586 m n.p.m., na Pogórzu Przemyskim, w Paśmie Wysokiego.